# Musée de la Terre de Miranda
Pour les articles homonymes, voir Musée de la Terre.
Le musée de la Terre de Miranda — en portugais : Museu da Terra de Miranda — est un musée situé dans la ville de Miranda do Douro (district de Bragance, sous-région du Haut Trás-os-Montes) au Portugal.

## Historique
Le musée de la Terre de Miranda a été fondé en 1982, sous l'impulsion d'António Maria Mourinho (1917-1996), ancien prêtre catholique, poète, animateur de groupes folkloriques et chercheur en histoire et en ethnologie. Il est placé sous la tutelle de ce qui est depuis 2007 l'Institut des musées et de la conservation (pt).
Il est situé dans le centre historique de la cité de Miranda do Douro, sur la place Jean III (Praça D. João III), dans l'ancien Domus Municipalis, vaste bâtiment datant du XVIIe siècle, qui sert depuis cette époque d'hôtel de ville (Câmara municipal), mais a également abrité, jusque dans les années 1970, la maison d'arrêt locale.

## Collections
Le musée abrite un fonds muséographique diversifié sur la culture, les arts et l'ethnographie de la Terre de Miranda, depuis la Préhistoire jusqu'à l'époque contemporaine. Les collections ont notamment trait à la langue mirandaise, à la musique, aux danses, aux diverses formes de théâtre populaire et aux costumes traditionnels. Il montre également des pièces relatives à la religiosité populaire, à la gastronomie, et à la vie rurale et agricole mirandaise, au travers par exemple d'une collection d'outils utilisés dans le travail de production agricole.

## Sources
- (pt) Cet article est partiellement ou en totalité issu de l’article de Wikipédia en portugais intitulé « Museu da Terra de Miranda » (voir la liste des auteurs).